# Swaabsteinen
Der Swaabsteinen (norwegisch) ist ein 2332 m hoher Nunatak im ostantarktischen Königin-Maud-Land. Er ragt an der Südflanke des Widerøefjellet im südzentralen Teil der Sør Rondane auf.
Wissenschaftler des Norwegischen Polarinstituts benannten ihn 1973. Der weitere Benennungshintergrund ist nicht überliefert.